# Lycaena ishidae
Lycaena ishidae är en fjärilsart som beskrevs av Matsumura 1929. Lycaena ishidae ingår i släktet Lycaena och familjen juvelvingar. Inga underarter finns listade i Catalogue of Life.